# 奇英县
奇英县（越南语：／）是越南河静省下辖的一个县。面积761.62平方千米。2015年总人口120518人。

## 地理
奇英县东接奇英市社，南接广平省广泽县和宣化县，西接锦川县，东北临南海。

## 历史
2015年4月10日，以奇英市镇和奇河社、奇华社、奇兴社、奇隆社、奇连社、奇利社、奇南社、奇宁社、奇芳社、奇盛社、奇贞社11社析置奇英市社；奇英县仍辖奇北社、奇洲社、奇同社、奇江社、奇海社、奇合社、奇乐社、奇林社、奇康社、奇西社、奇富社、奇丰社、奇山社、奇新社、奇上社、奇进社、奇中社、奇寿社、奇书社、奇文社、奇春社21社。
2019年11月21日，奇林社和奇合社合并为林合社。
2024年11月14日，越南国会常务委员会通过决议，自2025年1月1日起，奇同社改制为奇同市镇。

## 行政区划
奇英县下辖1市镇19社，县莅奇同市镇。
- 奇同市镇（Thị trấn Kỳ Đồng）
- 奇北社（Xã Kỳ Bắc）
- 奇洲社（Xã Kỳ Châu）
- 奇江社（Xã Kỳ Giang）
- 奇海社（Xã Kỳ Hải）
- 奇康社（Xã Kỳ Khang）
- 奇乐社（Xã Kỳ Lạc）
- 奇丰社（Xã Kỳ Phong）
- 奇富社（Xã Kỳ Phú）
- 奇山社（Xã Kỳ Sơn）
- 奇新社（Xã Kỳ Tân）
- 奇西社（Xã Kỳ Tây）
- 奇寿社（Xã Kỳ Thọ）
- 奇书社（Xã Kỳ Thư）
- 奇上社（Xã Kỳ Thượng）
- 奇进社（Xã Kỳ Tiến）
- 奇中社（Xã Kỳ Trung）
- 奇文社（Xã Kỳ Văn）
- 奇春社（Xã Kỳ Xuân）
- 林合社（Xã Lâm Hợp）